# Sericocrambus
Sericocrambus és un gènere monotípic d'arnes de la família Crambidae. Conté només una espècie, Sericocrambus stylatus, que es troba a Uruguai.